# 며느리발톱
다음은 며느리발톱에 관한 설명이다.

## 인간의 며느리 발톱

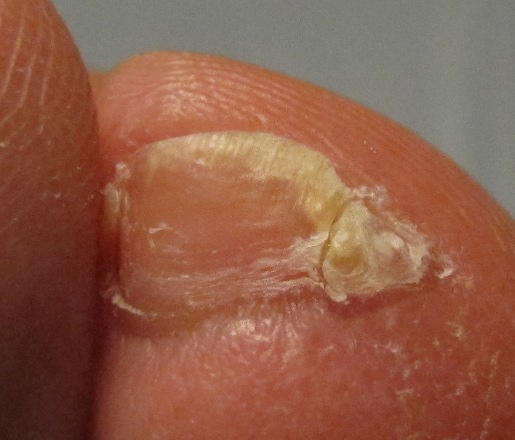

며느리발톱은 새끼발톱에서 갈라져나오는 작은 발톱이다. 피부과에서 제거 수술이 가능하다.

## 박쥐의 며느리발톱
종골, 발꿈치뼈이라고도 부른다.

## 파충류, 조류의 며느리발톱
닭의 경우 뒷발톱이라고도 부른다.

## 같이 보기
- 우성
- 눈구석주름
- 몽골반